# Canadian Hot 100
O Canadian Hot 100 é uma tabela semanal de popularidade de singles musicais compilado pela Billboard, que quantifica os resultados das canções no Canadá. A tabela estreou na Billboard numa emissão em 16 de junho de 2007 e foi disponibilizada pela primeira vez, através dos seus serviços online em 7 de junho de 2007.
O Canadian Hot 100 é semelhante à Hot 100 norte-americana, na medida em que combina as vendas através de download digital, medido pelo Nielsen SoundScan, e os níveis de audiência nas rádios canadenses medidos pelo Nielsen BDS. A tabela resulta de um acompanhamento de mais de 100 estações representando vários géneros musicais. 
O gerente Geoff Mayfield anunciou a estreia da tabela, explicando que "o novo Canadian Billboard Hot 100 irá servir como medida definitiva das canções mais populares do Canadá, continuando a nossa revista na longa tradição de utilizar os mais completos recursos disponíveis para prestar a todo o mundo da música tabelas mais sérias."
Com este lançamento, assinala-se a primeira vez que a Billboard Hot 100 criou uma tabela para um país fora dos EUA.

## Recordes

### Músicas que estrearam em número 1
- "Crack a Bottle", de Eminem, Dr. Dre & 50 Cent (21 de Fevereiro de 2009)[4]
- "Today Was a Fairytale", de Taylor Swift (20 de Fevereiro de 2010)[5]
- "Wavin' Flag", de Young Artists for Haiti (27 de março de 2010)[6]
- "Not Afraid", de Eminem (22 de Maio de 2010)[7]
- "California Gurls", de Katy Perry com Snoop Dogg (29 de Maio de 2010)[8]
- "Hold It Against Me", de Britney Spears (29 de Janeiro de 2011)[9]
- "Born This Way", de Lady Gaga (26 de Fevereiro de 2011)[10]
- "Part of Me", de Katy Perry (3 de Março de 2012)[11]
- "Boyfriend", de Justin Bieber (14 de abril de 2012)
- "We Are Never Ever Getting Back Together", de Taylor Swift (1 de setembro de 2012)
- "Roar", de Katy Perry (21 de Agosto de 2013)[12]
- "The Monster", de Eminem com Rihanna (16 de novembro de 2013)
- "Shake It Off", de Taylor Swift (6 de setembro de 2014)
- "What Do You Mean?", de Justin Bieber (19 de setembro de 2015)
- "Hello", de Adele (14 de novembro de 2015)
- "Pillowtalk", de Zayn (20 de fevereiro de 2016)
- "Cold Water", de Major Lazer com Justin Bieber e MØ (13 de agosto de 2016)
- "Shape of You", de Ed Sheeran (28 de janeiro de 2017)
- "I'm the One", de DJ Khaled com Justin Bieber, Quavo, Chance the Rapper e Lil Wayne (20 de maio de 2017)
- "Look What You Made Me Do", de Taylor Swift (16 de setembro de 2017)
- "Rockstar", de Post Malone com 21 Savage (07 de outubro de 2017)
- "God's Plan", de Drake (03 de fevereiro de 2018)
- "Call Out My Name", de The Weeknd (14 de abril de 2018)
- "Nice for What", de Drake (21 de abril de 2018)
- "This Is America", de Childish Gambino (19 de maio de 2018)
- "Girls Like You", de Maroon 5 com Cardi B (16 de junho de 2018)
- "Nonstop", de Drake (14 de julho de 2018)
- "I Love It", de Kanye West com Lil Pump (22 de setembro de 2018)
- "Killshot", de Eminem (29 de setembro de 2018)
- "Zeze", de Kodak Black com Travis Scott e Offset (27 de outubro de 2018)
- "Thank U, Next", de Ariana Grande (12 de novembro de 2018)
- "7 Rings", de Ariana Grande (02 de fevereiro de 2019)
- "Sucker", de Jonas Brothers (16 de março de 2019)
- "Highest In the Room", de Travis Scott (19 de outubro de 2019)

## Artistas com mais canções em número 1
1 . Rihanna (11): ("Umbrella", "Take a Bow", "Love the Way You Lie", "Only Girl (In the World)", "S&M", "We Found Love", "Diamonds", "Stay", "The Monster", Work", This Is What You Came For")
2. Katy Perry (10): ("I Kissed a Girl", "Hot n Cold", "California Gurls", "Firework", "E.T.", "Last Friday Night (T.G.I.F.)", "Part of Me" "Wide Awake" "Roar" "Dark Horse")
3. Britney Spears (6): ("Gimme More", "Womanizer", "3", "Hold It Against Me", "S&M", "Scream & Shout")
4.Taylor Swift (5) (empate): ("Today Was a Fairytale", "We Are Never Ever Getting Back Together", "Shake It Off", "Blank Space", "Bad Blood")
4. Lady Gaga (5) (empate): ("Just Dance", "Poker Face", "Bad Romance", "Born This Way", "Shallow")
6. Eminem (4) (empate): ("Crack a Bottle", "Not Afraid", "Love the Way You Lie", "The Monster"
6. Flo Rida (4) (empate): ("Low", "Right Round", "Good Feeling", "Wild Ones")
6. Bruno Mars (4) (empate): ("Just The Way You Are", "Grenade", "Locked Out of Heaven", "Uptown Funk!")
6. Justin Bieber (4) (empate): ("What Do You Mean?", "Sorry", "Love Yourself", "Cold Water")
6. Pitbull (4) (empate): ("I Like It", "On the Floor", "Give Me Everything", "Timber")

## Singles com mais semanas em número 1
19 semanas
- Lil Nas X com Billy Ray Cyrus - "Old Town Road", 2019

16 semanas
- The Black Eyed Peas - "I Gotta Feeling", 2009

15 semanas
- Mark Ronson com Bruno Mars - "Uptown Funk!", 2015

14 semanas
- OneRepublic com Timbaland - "Apologize", 2007-2008
- Ed Sheeran - "Shape of You", 2017

13 semanas
- Robin Thicke com T.I. e Pharrell Williams - "Blurred Lines", 2013

- The Chainsmokers com Halsey - "Closer", 2016

11 semanas
- Rihanna com Calvin Harris - "We Found Love", 2011-2012
- OMI - "Cheerleader", 2015
- Elton John com Dua Lipa - "Cold Heart (Pnau Remix)". 2021-2022

10 semanas
- Maroon 5 com Christina Aguilera - "Moves Like Jagger", 2011
- Pharrell Williams - "Happy", 2014
- Drake - "God's Plan", 2018
- Maroon 5 com Cardi B - "Girls Like You", 2018

9 semanas
- Madonna com Justin Timberlake - "4 Minutes", 2008
- Katy Perry - "I Kissed a Girl", 2008
- Lady Gaga - "Poker Face", 2008-2009
- Flo Rida com Kesha - "Right Round", 2009
- The Black Eyed Peas - "Boom Boom Pow", 2009
- Katy Perry com Snoop Dogg - "California Gurls", 2010
- Kesha - "Tik Tok", 2010
- Maroon 5 com Wiz Khalifa - "Payphone", 2012

8 semanas
- Flo Rida com T-Pain - "Low", 2008
- Pitbull com Kesha - "Timber", 2013-2014
- Meghan Trainor - "All About That Bass", 2014
- Wiz Khalifa com Charlie Puth - "See You Again", 2015
- Ariana Grande - "Thank U, Next", 2018-2019
- Ariana Grande - "7 Rings", 2019

7 semanas
- Flo Rida com Sia - "Wild Ones", 2012
- Eminem com Rihanna - "Love the Way You Lie", 2010
- The Black Eyed Peas - "The Time (Dirty Bit)", 2010-2011
- Lady Gaga - "Born This Way", 2011
- Psy - "Gangnam Style", 2012
- P!nk com Nate Ruess - "Just Give Me a Reason", 2013
- Sam Smith - "Stay With Me", 2014
- Justin Bieber - "What Do You Mean?", 2015
- Adele - "Hello", 2015
- Justin Bieber - "Sorry", 2016
- Drake - "One Dance", 2016
- The Weeknd com Daft Punk - "Starboy", 2016-2017
- Drake - "In My Feelings", 2018
- Shawn Mendes com Camila Cabello - "Señorita", 2019